# 北孟镇
北孟镇，是中华人民共和国山東省潍坊市昌邑市下辖的一个乡镇级行政单位。

## 行政区划
北孟镇下辖以下地区：
东角兰村、西角兰村、黄家庄村、常兴屯村、东官庄村、西官庄村、千戈庄村、侯家屯村、曹戈庄村、大南孟村、小南孟村、朱家七沟村、曲家七沟村、金戈庄村、前周家七沟村、后周家七沟村、葛家七沟村、大望仙庄村、小望仙庄村、太平村、马家庙子村、朱家村、北孟一村、北孟二村、九龙屯村、前朱家庄子村、范家屋子村、后朱家庄子村、温胡村、宋家屋子村、高家庄子村、李家庄子村、朱家屯村、池后村、东祝仙屯村、西祝仙屯村、孙家营子村、前李家营子村、中李家营子村、前刘家营子村、后刘家营子村、上坡村、魏马村、前李家埠村、李戈庄一村、池前村、杜卢村、李戈庄二村、李戈庄三村、朱家巷子村、田戈庄村、高家屯村、凰瑞埠村、凤凰屯村、万和屯村、老匙沟东村、老匙沟西村、薛家庄村、朱阳前村、朱阳后村、上河头村、石牛庙村、塔尔堡村、孙家上疃村、郭家上疃村、初家上疃村、马家上疃村、苗家上疃村、山西村、前陈家庄村、朱甫村、东麻湾村、北麻湾村、南麻湾村、金李埠村、岳家官庄村、毛家屯村、李家井村、东齐家屯村、岳家屯村、东石门村、韩家高阳村、周家庄村、高阳东村、高阳西村、大庄村、麻姑庄村、范家邱村、平正屯村、许家屯村、黑埠头村和山东村。

## 人口
2010年中国第六次人口普查时，北孟镇共有人口66277人。共有家庭20969户，平均每户3.15人。14岁以下的少年儿童共10434人，占总人口15.74%；15-64岁人口共47225人，占总人口71.25%；65岁及以上的老年人共8618人，占总人口的13.00%。男性共计32902人，占总人口49.64%；女性共计33375，占总人口50.35%。本地居住的人口中，拥有本地户籍的人口为64701人，占97.62%。